# Studiové osvětlení

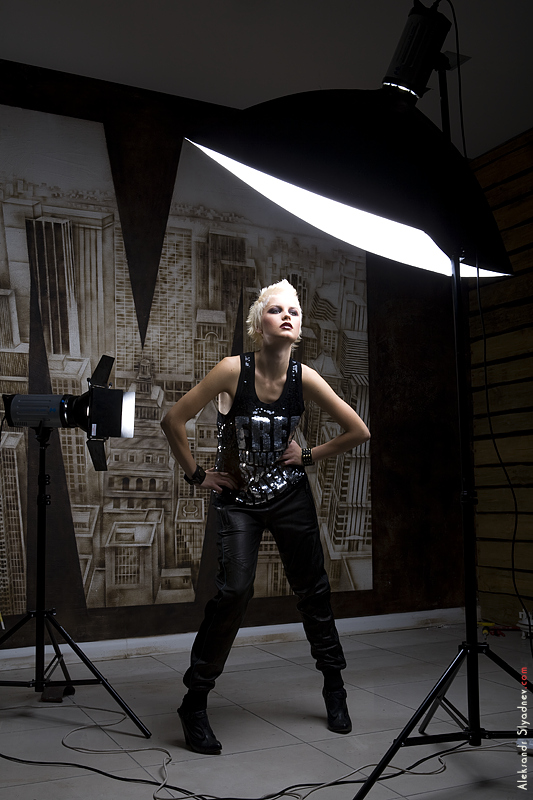
Práce se studiovými záblesky v interiéru

Studiové osvětlení (anglicky studio lighting) nebo studiové záblesky (anglicky studio flash) je výkonné osvětlení namontované na speciálním fotografickém stojanu, který může být libovolně přesunován bez ohledu na fotoaparát. Může být napájen z elektrické sítě nebo ze silného akumulátoru. Využívá se ve fotografickém ateliéru nebo exteriéru.

## Historie

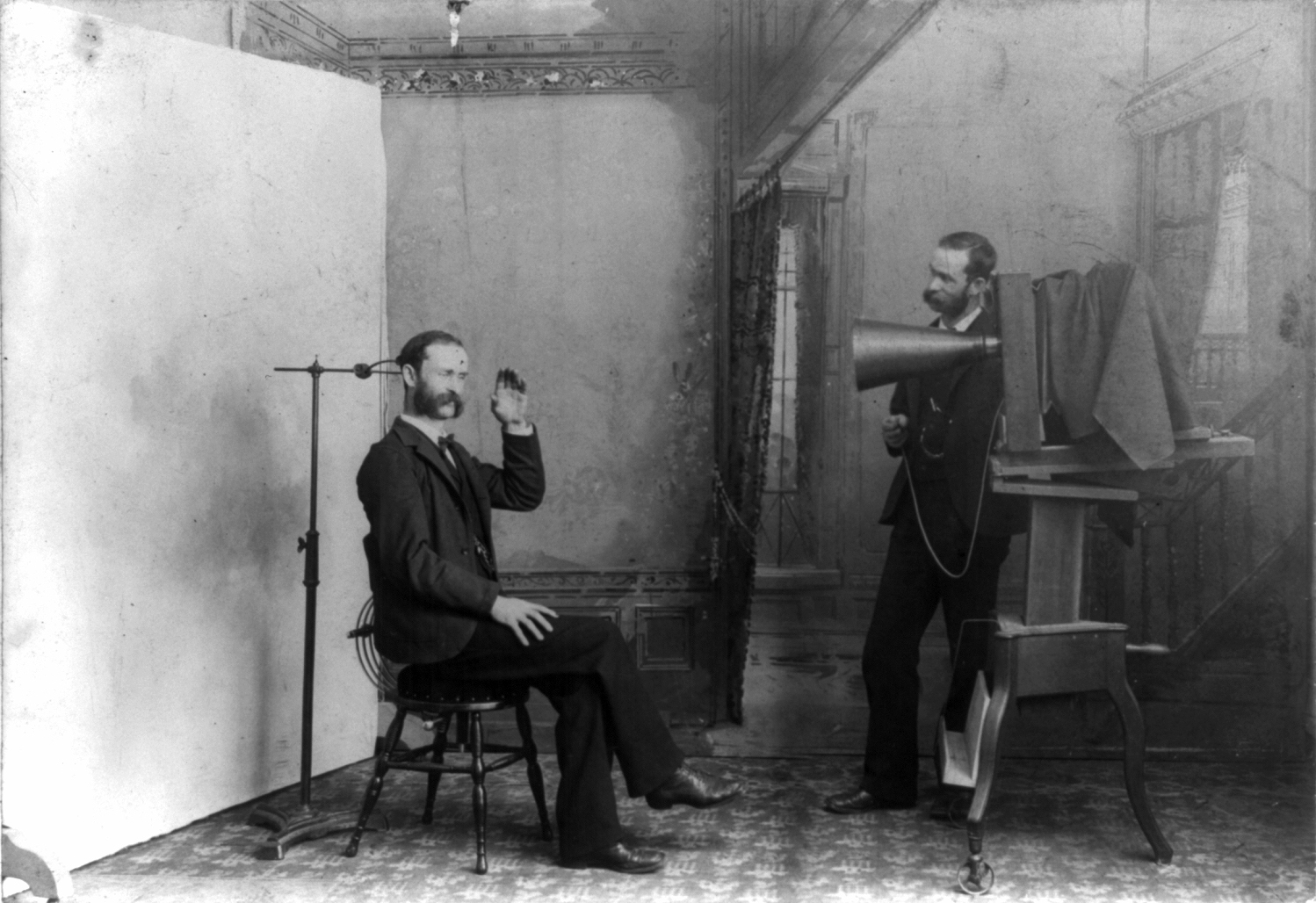
Fotograf v ateliéru v roce 1893 při portrétování bez umělého osvětlení používal při dlouhých expozičních časech pomůcky pro podpěru hlavy, například Bradyho stojan

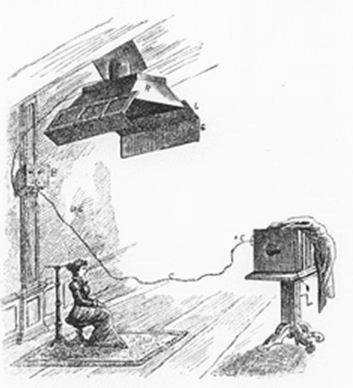
Bleskové zařízení Bernhoeftův Blitzlichtapparat Sanssouci, asi 1903

Jako první člověk na světě prováděl pokusy s fotografickým bleskem William Fox Talbot v červenci 1850. Použil k tomu nejspíše statickou elektřinu, nashromážděnou v laydenských lahvích. Jako fotografovaný objekt mu sloužila stránka novin Times, připevněná na rychle se otáčejícím kole, ale podle svých představ neuspěl. O svém pokusu řekl:
„Je v našich silách zachytit obraz pohybujícího se objektu, pokud budeme schopni osvítit jej náhlým elektrickým výbojem.“
- 1885 – E. Himly patentoval 5. května elektrické osvětlovací zařízení pro ateliéry.[2]

- 1887 – Byl vynalezen bleskový prášek.
- 1923 – Harold Eugene Edgerton vynalezl xenonový blesk a synchronizaci.
- 1930 – Johannes Ostermeier patentoval bleskovou žárovku.[3]

Nejstarším „bleskem“ byl ručně zapalovaný hořčíkový prášek. Později byly hořčíkové náplně umisťovány do skleněných baněk a zapalovány elektrickým kontaktem napojeným na závěrku. Baňky se daly použít jen jednou a po záblesku byly tak horké, že s nimi nešlo manipulovat. Oproti původní malé explozi ale stále představovaly významný pokrok.
Systémy, které poskytovaly nepřímé umělé osvětlení pro usnadnění portrétní fotografie, vyvíjel Charles Bernhoeft. Uzpůsobil koncepci hořčíkového blesku, který se ukázal jako obzvláště úspěšný při fotografování dětí, které nevydržely dlouho bez hnutí. Patentoval zařízení jako Bernhoeftův Blitzlichtapparat Sanssouci a podařilo se mu prodat přibližně 300 kusů.
Další inovací byly plastikové vrstvy na baňkách, zlepšující barevnost světla a bezpečnost pro případy, kdyby sklo během záblesku prasklo. V šedesátých letech bylo jedním z nejpoužívanějších blesků číslo 25, s průměrem baňky přibližně 25 mm, které je v tehdejších filmech často k vidění v rukou novinářů.
Koncem dekády uvedla společnost Kodak pro své fotoaparáty Instamatic další vylepšení, prodávané pod názvem flashcube. Flashcube se skládala ze čtyř elektricky odpalovaných baněk spolu s reflektory, uspořádaných do tvaru krychle. Po každé expozici se krychle otočila o 90 stupňů a dovolovala tak pořídit čtyři snímky za sebou.
Dnešní blesky jsou většinou elektronicky řízené xenonové výbojky – proud o vysokém napětí při průchodu plynem vytvoří elektrický oblouk, generující světelný záblesk. (Doba trvání záblesku se pohybuje okolo tisíciny sekundy a lze ji elektronicky regulovat) V roce 2006 měla elektronický blesk zabudovaný většina fotoaparátů cílených na masové spotřebitele.

## Druhy studiového osvětlení
Fotografové používají dva typy osvětlení. Pulzní a konstantní světlo. Praktický rozdíl spočívá v tom, že pulzní světlo svítí velmi krátkou dobu – setiny sekundy, zatímco konstantní světlo vydává nepřetržitý zdroj světla. Oba typy jsou takzvané umělé světlo.

### Pulzní světlo
Pulzní zábleskové zařízení se skládá ze dvou žárovek. První z nich – pilotní žárovka o výkonu 50–300 wattů, pomáhá fotografovi stanovit oblasti stínu a simulovat zdroj světla. Druhá je impulzní žárovka, která se rozsvítí po stisknutí fotografické spouště. Pilotní lampa v tuto chvíli zhasne a rozsvítí se záblesková žárovka. Výkon záblesku se měří v joulech. Nejčastější rozsah výkonu lampy je 50-2400 J. V propagačních materiálech výrobců se udává maximální výkon, zařízení většinou umožňuje regulaci výkonu (plynulé nebo stupňovité). Je velmi důležité, aby pulzní světlo bylo propojeno současně s kamerou. Za tímto účelem se používá speciální synchronizátor blesku. Pulzní světlo se skládá ze dvou typů: monobloky a generátory.

#### Monoblok

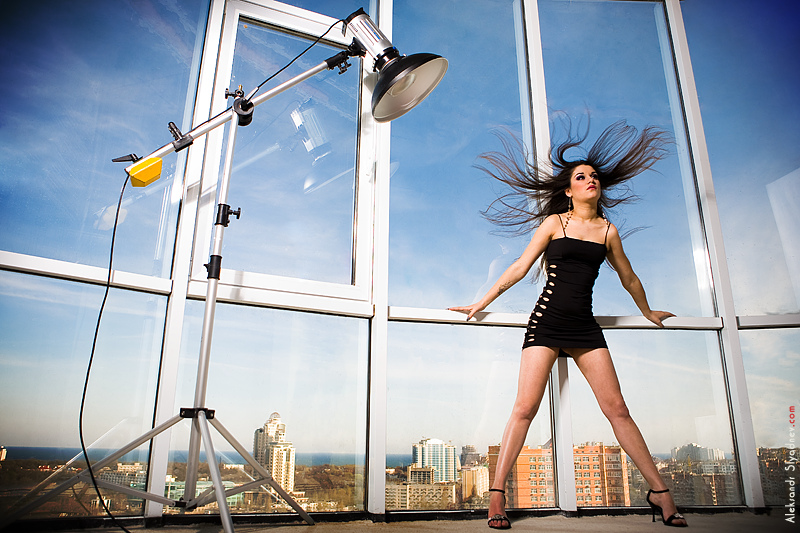
Záblesková hlava na jeřábovém stojanu vhodném pro svícení shora

Monoblok je nejčastější formou pulzních záblesků. Systém monobloku představuje „vše v jednom“ (tj. v korpusu je lampa, elektrické kabely, chladicí a regulační systém). Tento způsob je mnohem levnější a je také výhodný pro transport.
Zápory monobloku jsou menší kapacita, složitost regulace při fotografování „pod stropem“ (i když někteří výrobci dnes nabízejí i dálkové ovládání monobloku) a relativně těžké váze, což vyžaduje nákup silnějšího stativu. Monoblok pracuje při napětí z elektrické sítě nebo baterie.

#### Generátor
Generátor se skládá z boxu, ve kterém jsou všechny ovládací prvky pro blesk, a samotného bleskového světla (hlava lampy), které jsou propojeny kabelem. Generátor může být položen na podlaze, nebo se připojí k základně stativu. Generátor je obvykle silnější a dražší, což má několik výhod. Například generátory některých výrobců umožňují „zmrazení pohybu“, k jednomu generátoru se může připojit více než jedna lampa. Generátor funguje z elektrické sítě, ale také z baterie, která umožňuje fotografovat venku nebo v místech, kde není možnost připojení zařízení k elektrické síti.

### Trvalé osvětlení
Při trvalém svícení byly dříve používány nejprve běžné a potom nejvýkonnější halogenové žárovky. Používaly se při natáčení filmů, fotografickém průmyslu, ale využívají se stále méně a méně. Velká nevýhoda žárovek je jejich vysoká spotřeba energie a emise obrovského množství tepla, což zvyšuje náklady na dodatečné chlazení. V současné době se častěji používají tzv. úsporky, které mají mnohem větší účinnost, ale nelze regulovat jejich výkon (nelze je stmívat). Nejnovější stálá světla používají jako zdroje světla LED. Toto řešení umožňuje plynulé nastavení výkonu i barevné teploty. Nevýhodou zůstává nižší výkon.
Tyto nevýhody nutí fotografy přejít na snímání pulzním světlem.

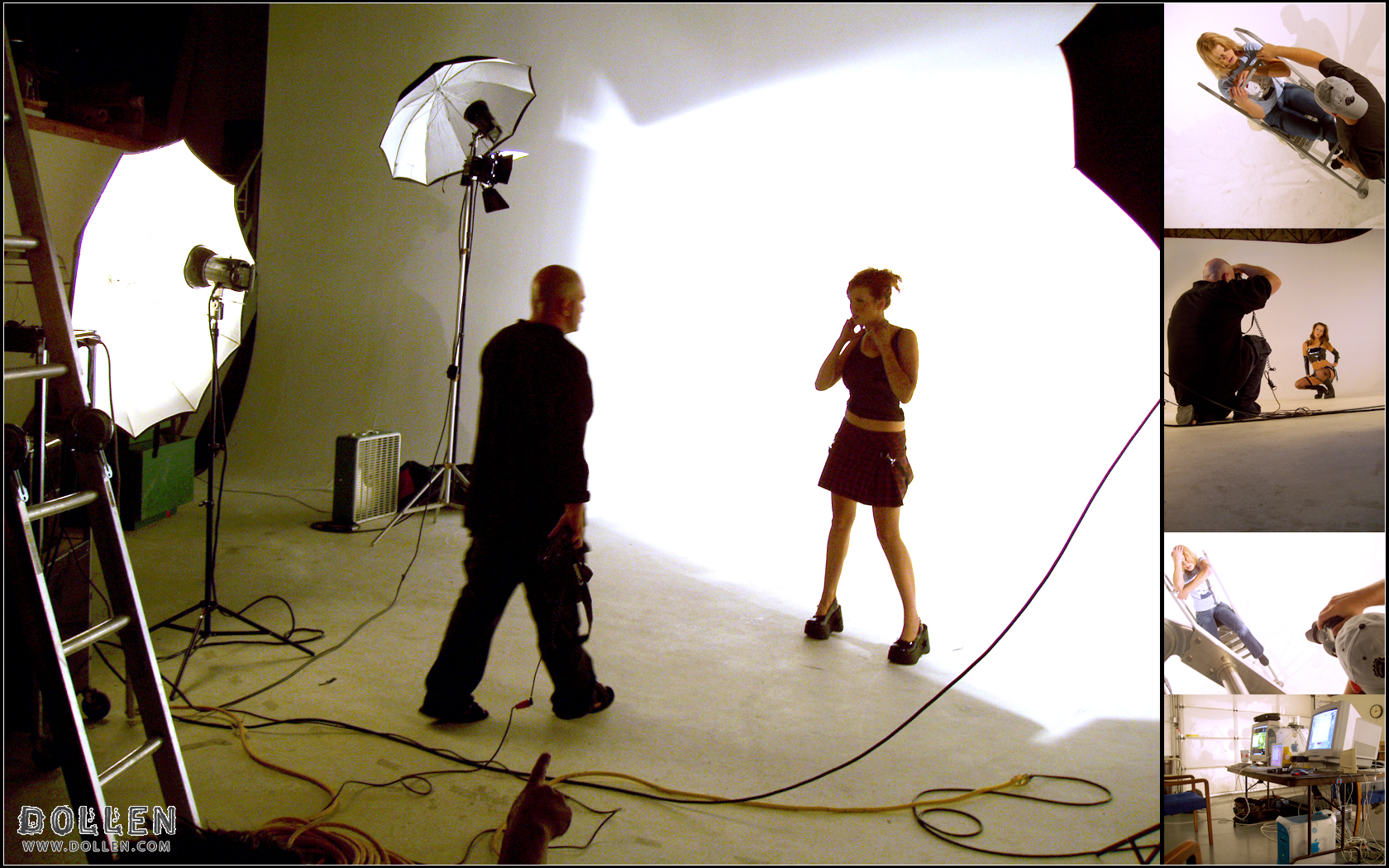
Pohled na vybavení portrétního ateliéru, vlevo dvě zábleskové hlavy s fotografickými deštníky
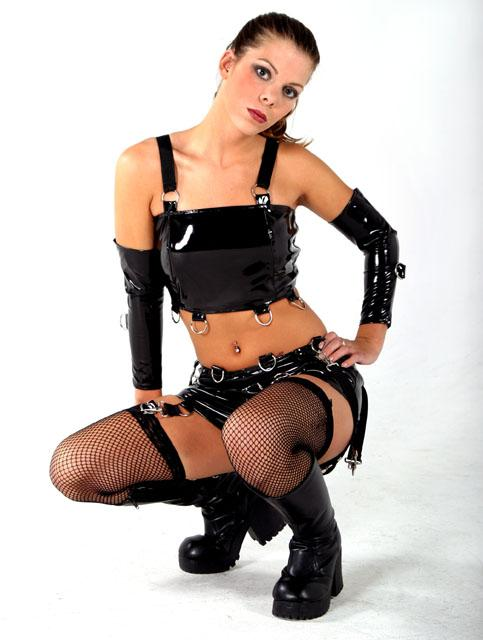
... a výsledný snímek

## Příslušenství studiového osvětlení

### Upevňovací systémy
- Stojan na osvětlení
- Jeřábový stojan nebo jeřábový stativ (boom stand) – šibenice, šibeniční stativ
- Závěsný systém

### Příslušenství pro studiové osvětlení
- Fotografický deštník
- Reflektor
- Softbox
- Beauty dish
- Snoot (z angličtiny frňák), neboli komínek je plášť válce, kvádru nebo podobného objektu, připevněného na blesk fotoaparátu nebo lampy, který pomáhá omezit směr rozptýleného světla. Pomocí snootů tak fotograf má větší kontrolu nad emitovaným světlem, snooty omezují rozptýlené okolní světlo a zvýrazňují předmět, na který světlo dopadá. Světlo ze zdrojů se snooty mívá relativně ostrý přechod mezi osvětlenou a zatemněnou plochou. Mohou se používat samostatně i jako doplněk ke konvenčnímu osvětlení s tím, že pomohou zjasnit cílený předmět snímku, zvýraznit jinak příliš temné partie scény nebo naznačit, kam by měla být směřována divákova pozornost.
- Světlomet
- Bezestínový box
- Blesk (fotografie) – vestavěný nebo externí blesk přímo na fotoaparátu
- Protisvětlo
- Boční světlo
- Odrazná deska

### Měřicí zařízení a prostředky synchronizace
- Expozimetr
- Flashmetr
- Synchronizátor

## Výrobci
- Elinchrom
- Broncolor
- Profoto
- Fomei
- Photon Europe
- Bowens
- Fstudio